# Kazimierz Lelewicz

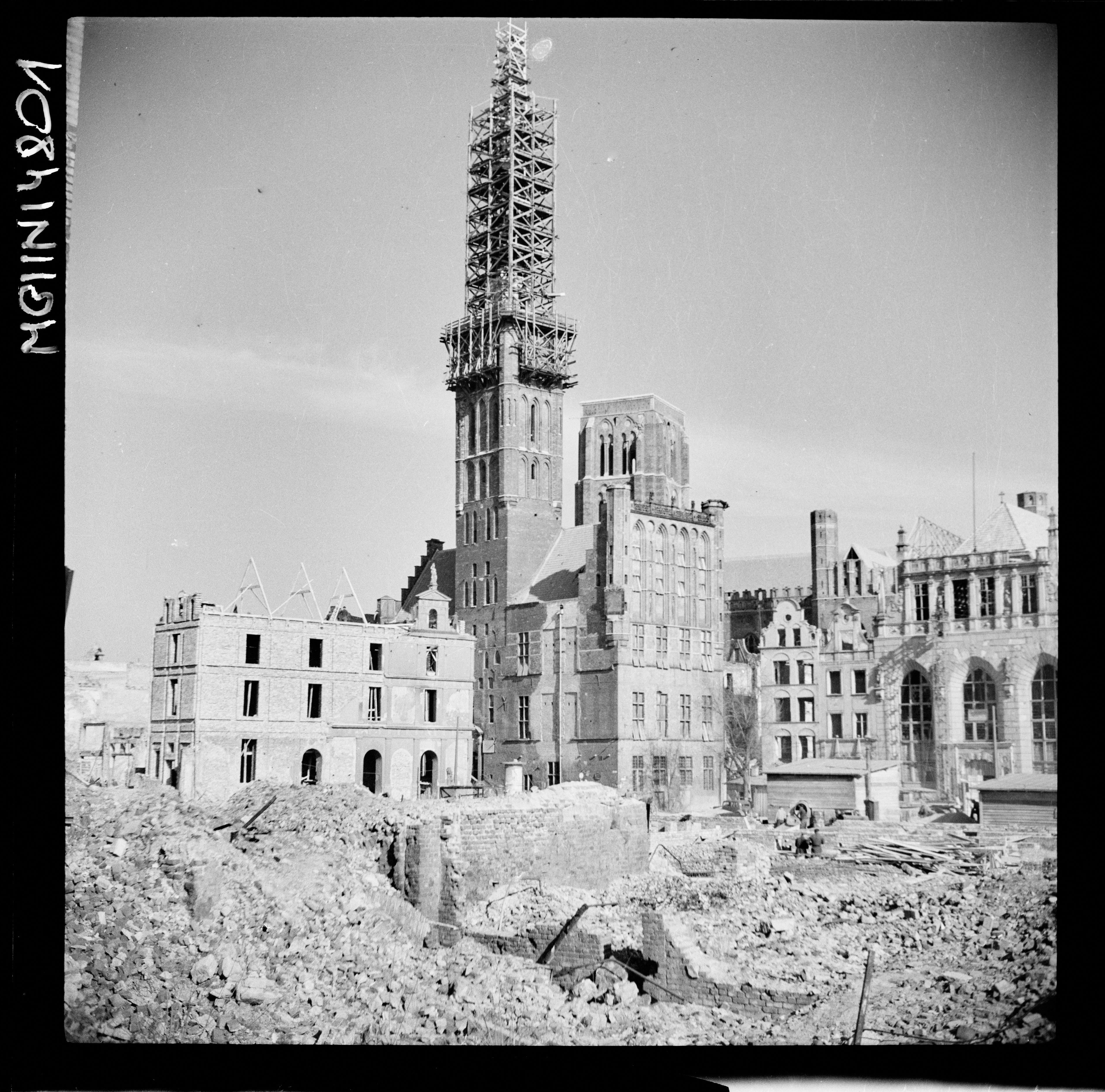
Odbudowa Ratusza Głównego Gdańska, po 1945 (autor – Kazimierz Lelewicz)

Kazimierz Lelewicz (ur. 15 grudnia 1896 w Lubartowie, zm. 1 października 1986 w Gdańsku) – polski artysta fotograf, uhonorowany tytułami Artiste FIAP (AFIAP) oraz Excellence FIAP (EFIAP). Członek założyciel Wileńskiego Towarzystwa Miłośników Fotografii. Członek założyciel Związku Polskich Artystów Fotografików. Członek założyciel, członek honorowy Gdańskiego Towarzystwa Fotograficznego.

## Życiorys
Urodził się w rodzinie Władysława i Marii Lelewiczów. Ukończył progimnazjum, następnie w roku 1915 Szkołę Mechaniczno-Techniczną im. Hipolita Wawelberga i Stanisława Rotwanda w Warszawie z tytułem inżyniera budownictwa kolejowego. Od 1919 do 1921 roku pracował przy budowie trasy kolejowej Rejowiec – Bełżec. Od 15 lutego 1921 do 18 września 1939 roku był projektantem (obiektów, linii kolejowych) w Okręgowej Dyrekcji Polskich Kolei Państwowych w Wilnie oraz w latach 1939–1945.  
Kazimierz Lelewicz fotografował od 1921 roku, przygotowując się do zawodu fotografa pod okiem artysty malarza Ferdynanda Ruszczyca oraz fotografika Jana Buhłaka. W 1927 roku był współorganizatorem i współzałożycielem Wileńskiego Towarzystwa Miłośników Fotografii, na bazie którego (w 1928 roku) utworzono Fotoklub Wileński. Od 1945 roku fotografował powojenny, zniszczony Gdańsk i w latach późniejszych kolejne etapy odbudowy i rozbudowy Gdańska. W 1947 roku był jednym ze współzałożycieli Gdańskiego Oddziału Związku Polskich Artystów Fotografików, powstałego na bazie Gdańskiego Towarzystwa Fotograficznego; stając się jego członkiem rzeczywistym (legitymacja nr 008). W latach 1948–1970 był wykładowcą Studium Fotografii na Wydziale Architektury Politechniki Gdańskiej.  

Kazimierz Lelewicz był autorem i współautorem wielu wystaw fotograficznych w Polsce i za granicą; autorskich oraz zbiorowych. Wystawiał swoje fotografie między innymi w Barcelonie, Mediolanie, Osace i Tokio. Wielokrotnie uczestniczył (jako zaproszony gość) w licznych spotkaniach autorskich, wykładach i sympozjach fotograficznych. Był autorem zdjęć do wydanego w 2014 roku albumu fotograficznego „Przemyśleć miasto. Perspektywy gdańskie”.   

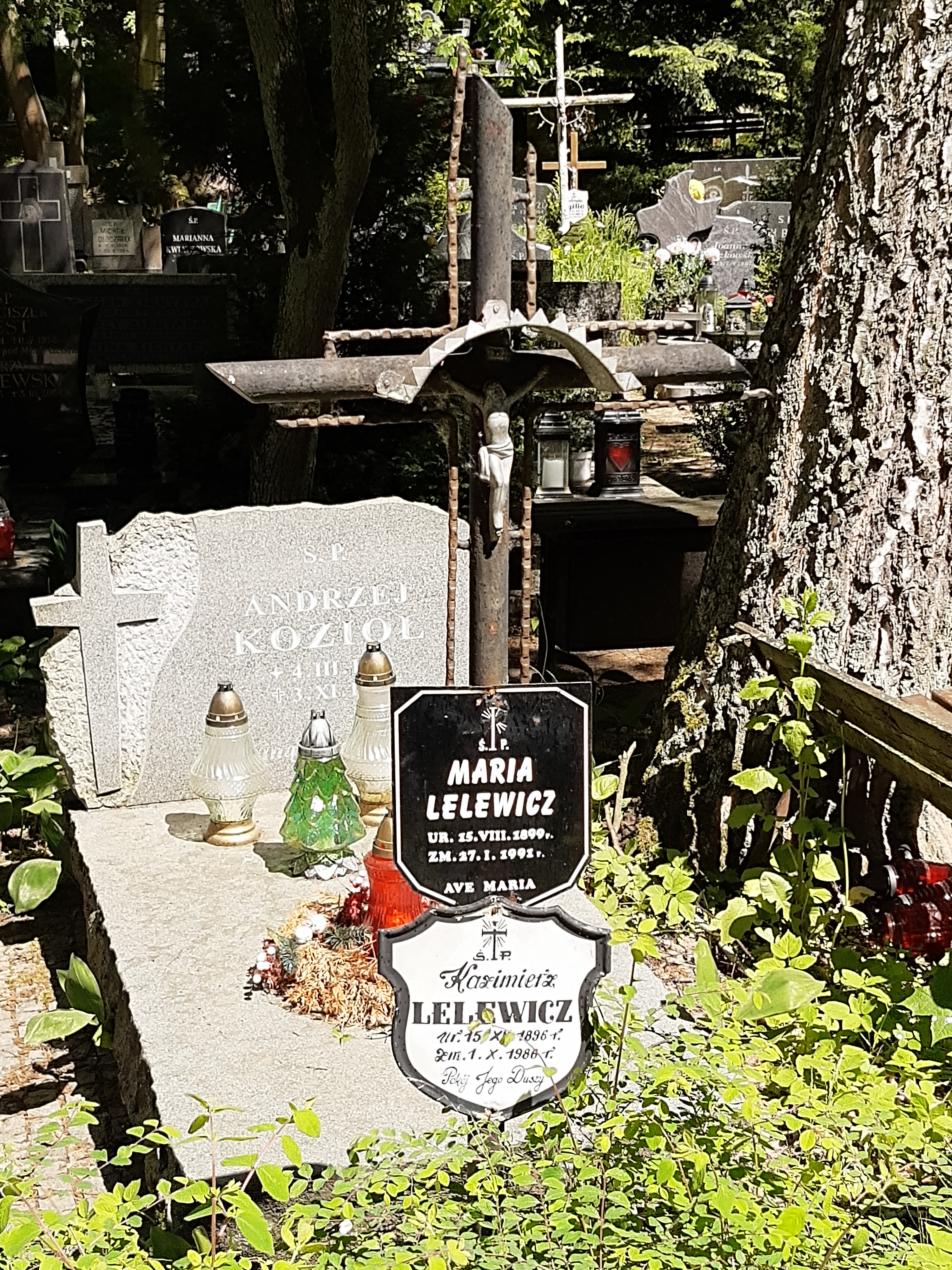
Grób Kazimierza Lelewicza na cmentarzu Srebrzysko w Gdańsku

Kazimierz Lelewicz został uhonorowany tytułem AFIAP (Artiste FIAP) oraz tytułem EFIAP (Excellence FIAP) – tytuły honorowe, przyznane przez Międzynarodową Federację Sztuki Fotograficznej FIAP, z siedzibą w Luksemburgu. Jego prace (fotografie Gdańska z lat 1945–1955) znajdują się w zbiorach Polskiej Akademii Nauk Biblioteki Gdańskiej oraz Muzeum Historii Miasta Gdańska.  
Od 7 lutego 1920 roku był mężem Marii z domu Mikulskiej (1899–1991).  
Zmarł w Gdańsku, pochowany 6 października 1986 roku na cmentarzu Srebrzysko (rejon V, kwatera III-7-6). 

## Ordery i odznaczenia
- Krzyż Kawalerski Orderu Odrodzenia Polski (1975)[1]
- Srebrny Krzyż Zasługi (11 lipca 1955)[9]
- Medal 10-lecia Polski Ludowej (25 marca 1955)[19]

## Nagrody
- Nagroda „Błękitnego Szpaka” z okazji Dni Gdańska za działalność artystyczną i pedagogiczną (1963)[20]
- Nagroda Miasta Gdańska w Dziedzinie Kultury „Splendor Gedanensis” (1973)[21]
- Nagroda Wojewody Gdańskiego (1976)[1]